# ام‌اس‌سی کمیل
ام‌اس‌سی کمیل (به انگلیسی: MSC Camille) یک کشتی است که طول آن 365 m می‌باشد. این کشتی در سال ۲۰۰۹ ساخته شد.